# In From the Storm
Pistes de First Rays of the New Rising Sun
Astro Man
(16) Belly Button Window
(17)
In From the Storm est une chanson de Jimi Hendrix parue dans les albums posthumes The Cry of Love (1971), et First Rays of the New Rising Sun (1997).

## Genèse et réalisation
La chanson est composée par Jimi durant la tournée The Cry of Love au printemps 1970. "Cette chanson est venue en une seule session dans la chambre d'hôtel de Jimi quand nous étions sur la route, explique le bassiste Billy Cox. Nous avions un petit ampli avec nous et nous avons élaboré la chanson dans son ensemble",. 
In From The Storm est en revanche publié dans une version très travaillée, issue des séances des 22 juillet, 20 et 24 août 1970. Eddie Kramer ne mixe le titre que le 29 novembre 1970.

## Analyse
D'abord intitulée Just Came In, puis Tune X-Just Came In, cette chanson rock est fortement imprégnée du R&B et du gospel, grâce à la présence de la choriste Emmaretta Marks. Les paroles, également, témoignent d'une énergie typiquement rock'n'roll. Le narrateur se confie à sa chérie "revenir de la tourmente", avoir "souffert pour que [son] amour [lui] tienne chaud" avant de la remercier "d'avoir creusé dans la boue et de l'en avoir sorti". La tourmente dont il est question et "cette terrible pluie qui [lui] brûle les yeux" pourraient renvoyer à la guerre du Vietnam ou à une mauvaise expérience sous acide. Le texte serait un sauvetage émotionnel.
C'est une composition récente de Hendrix, montrant là encore son inspiration retrouvée. Outre le trio, notons la présence d'Emeretta Marks aux chœurs, qui contribuent largement au climat du titre, dont la légitimité de la sélection est renforcée par les 5 versions Live jouée lors de l'été 1970. C'est un titre hard rock avec des sonorités africaines : les chœurs presque gospel et la ligne de basse sont à des années-lumière du Jeff Beck Group... dont Hendrix a repiqué le riff de leur Rice Pudding pour conclure son morceau ! Les variations de tempo de la partie consacrée au solo jouent habilement sur les climats.

## Personnel
- Jimi Hendrix : chant, guitares
- Billy Cox : basse
- Mitch Mitchell : batterie
- Emmaretta Marks : choeurs
- Eddie Kramer : ingénieur du son, mixage, production